# Mare di sabbia
Mare di sabbia (Sea of Sand) è un film di guerra britannico del 1958, diretto da Guy Green.
La trama del film è ispirata alle operazioni del Long Range Desert Group in Nord Africa durante la seconda guerra mondiale.

## Trama
Alla vigilia della battaglia di El Alamein, il capitano Tim Cotton viene incaricato di guidare un raid per distruggere una deposito di carburante tedesco situato dietro le linee nemiche. Il capitano Williams dei Royal Engineers, viene assegnato alla pattuglia di Cotton per creare un varco nel campo minato che circonda il deposito di benzina. 

La missione inizia con un pericoloso viaggio attraverso il deserto libico, dove la pattuglia deve evitare gli aerei ricognitori della Luftwaffe e le pattuglie dell'Africa Korps.
Sei dei loro uomini vengono uccisi e due delle loro camionette vengono distrutte in uno scontro con  un'autoblindo tedesca.
Raggiunto il deposito tedesco, il capitano Williams fa il suo lavoro e crea un percorso attraverso il campo minato. Il resto del gruppo distrugge le scorte di benzina, ma scopre anche un gran numero di panzer tedeschi. Purtroppo Cotton non può riferire alla base perché la radio è stata distrutta in uno scontro coi tedeschi. Conoscendo l'importanza delle informazioni, il gruppo sa che devono tornare al più presto e riferirlo al Comando.

Durante il loro viaggio di ritorno sono inesorabilmente inseguiti da pattuglie di tedeschi, determinati a fermarli. Dopo vari scontri col nemico, solamente cinque uomini riescono a rientrare alla base.
Il film si conclude con il capitano Cotton che riferisce le nuove informazioni al Comandante della base. Di lì a poco ha inizio il fuoco di sbarramento di apertura della battaglia di El Alamein.